# Кауфман, Эдуард Генрихович
Эдуа́рд Ге́нрихович Ка́уфман (16 декабря (по другим данным 15 декабря) 1939, Биробиджан — 23 июля 2012, Донецк) — советский боксёр 1960-х — 1970-х годов, выступавший во второй средней и полутяжёлой весовых категориях. Чемпион и призёр чемпионатов СССР, мастер спорта СССР (1963), мастер спорта СССР международного класса.

## Биография
Родился в Биробиджане 16 декабря 1939 года в еврейской семье.
Заниматься боксом начал достаточно поздно — в 19 лет, но уже в 25 лет (в 1964 году) стал бронзовым призёром чемпионата СССР во втором среднем весе (до 75 кг). Спустя год ему удалось повторить это достижение. А в 1968 году Кауфман завоевал золотую медаль чемпионата страны. Все эти годы он представлял город Алдан Якутской АССР, став таким образом первым чемпионом СССР по боксу из Якутии. В том же, 1968 году, состоялись Олимпийские игры в Мехико, однако Кауфману не суждено было на них выступить. Несмотря на то, что именно он стал лучшим на первенстве страны во втором среднем весе, тренерский штаб сборной решил заявить на Игры не провинциального спортсмена, а титулованного москвича Алексея Киселёва. Правда, последний, по его словам, настоял на том, чтобы между ним и Кауфманом был организован дополнительный спарринг для выявления сильнейшего. И после контрольного боя, как утверждал Киселёв, у Кауфмана не могло быть возражений по поводу его невключения в олимпийский состав сборной СССР. В Мехико Киселёв завоевал серебряную медаль.
Но всё же Кауфману удалось стать победителем других международных турниров, за что ему было присвоено звание мастера спорта СССР международного класса. В 1969 году, представляя уже Донецк (куда он перевёлся учиться из горного отделения инженерно-технического факультета Якутского государственного университета) и выступая под руководством тамошнего тренера Юрия Бухмана, Кауфман в последний раз стал призёром чемпионата страны, выиграв уже третью свою бронзовую медаль национальных первенств в том же втором среднем весе. За свою боксёрскую карьеру он провел 172 боя, в 161 из которых одержал победы. По окончании выступлений на ринге, несмотря на то, что Эдуард Генрихович окончил Донецкий институт советской торговли, с 1974 по 1983 годы он занимался тренерской деятельностью в донецкой ДЮСШ «Спартак». Затем несколько лет трудился на золотых приисках на севере РСФСР. По возвращении снова работал тренером в Донецке.
Скончался 23 июля 2012 года на 73 году жизни после тяжёлой болезни.

## Спортивные достижения
- Чемпионат СССР по боксу 1964 года (до 75 кг) —
- Чемпионат СССР по боксу 1965 года (до 75 кг) —
- Чемпионат СССР по боксу 1968 года (до 75 кг) —
- Чемпионат СССР по боксу 1969 года (до 75 кг) —